# Tephroseris pseudosonchus
Tephroseris pseudosonchus là một loài thực vật có hoa trong họ Cúc. Loài này được (Vaniot) C.Jeffrey & Y.L.Chen miêu tả khoa học đầu tiên năm 1984.